# Tomasz Gwinciński
Tomasz Gwinciński (* 15. Januar 1963 in Bydgoszcz) ist ein polnischer Gitarrist, Perkussionist und Komponist.
Gwinciński begann ein Studium der Medizin und Philosophie und studierte dann Komposition bei Bogusław Schaeffer. Er gilt als einer der Gründer der polnischen Yass-Szene. Mit dem Kontrabassisten Sławomir Janicki und dem Schlagzeuger Jacek Buhl gründete er 1990 die Yass-Band Tryton (später Maestro Trytony). Diese gab zahlreiche Konzerte und veröffentlichte zwei Alben: Tańce bydgoskie und Zarys matematyki niewinnej.
Außerdem gründete er mit Tomasz Hesse und Tomasz Pawlicki die Gruppe Tele Echo, leitete das NonLinear Ensemble (CD Clever Nonsense) und trat mit Musikern wie Ryszard Tymański, Mikołaj Trzaska und Kazik Staszewski auf. Daneben komponierte er Musik zu Schauspielaufführungen (Ubu Krol), die er live mit seiner Band spielte. Nach 2000 komponierte er auch Musik für Spiel- und Dokumentarfilme. Seit 2005 arbeitet er mit dem Regisseur Paweł Passini, seit 2008 mit dem Theaterregisseur und Schauspieler Wojciech Kościelniak zusammen.

## Weblink
- Homepage von Tomasz Gwinciński